# Josafat I di Costantinopoli
Josafat I nato Antonio Kokkas (in greco Ιωάσαφ Α΄?; ... – dopo il 1463) è stato un arcivescovo ortodosso greco, patriarca ecumenico di Costantinopoli dal 1462 al 1463.

## Biografia
Antonio Kokkas nacque probabilmente da genitori occidentali, diventando presto monaco. Secondo gli studiosi Laurent e Kiminas fu eletto patriarca di Costantinopoli con il nome di Josafat il 1º aprile 1462, immediatamente dopo la morte del patriarca Isidoro II. Durante il suo patriarcato dovette affrontare problemi causati da scontri con monaci e dalla nobiltà greca. 
La macchinazione che portò alla deposizione di Josafat coinvolse lo studioso e politico Giorgio Amiroutzes, famoso per aver persuaso l'imperatore David di Trebisonda ad arrendersi all'impero ottomano. Giorgio Amiroutzes era diventato un intimo amico del sultano Maometto II ed era interessato a sposare la Mouchliotissa, vedova dell'ultimo duca di Atene Francesco II Acciaiuoli, nonostante egli fosse già sposato e sua moglie fosse ancora viva. Il patriarca Josafat si rifiutò di concedere il proprio permesso poiché si trattava di un caso di poligamia, vietato dalla legge canonica. Giorgio Amiroutzes cercò aiuto da suo cugino, il Gran Visir Mahmud Pascià Angelović, che ebbe modo di influenzare il Santo Sinodo per deporre Josafat. 
Irritato dal rifiuto di Josafat di consentire il nuovo matrimonio di Amiroutzes, il sultano Maometto II ordinò l'umiliazione del patriarca tagliandogli la barba, punendo anche il Megas Ekklesiarches (cioè il sacrestano) Manuele, il futuro patriarca Massimo III, tagliandogli il naso. Questi eventi portarono Josafat in uno stato di depressione che culminò nel suo tentato suicidio nel giorno di Pasqua del 1463, quando si gettò deliberatamente nella cisterna sotto la chiesa di Pammakaristos.
Josafat fu salvato, deposto ed esiliato a Pomorie, permettendo a Giorgio Amiroutzes di sposare la sua nuova moglie.

## Datazione del suo regno
Gli esatti anni del regno di Josafat sono contestati tra gli studiosi. Kiminas (2009), Podskalsky (1988) Laurent (1968) e Runciman (1985) pongono il regno di Josafat dopo Isidoro II e prima di Sofronio I, datandolo tra aprile 1462 e Pasqua 1463. 
Altri studiosi, seguendo le proposte del vescovo Germano di Sardi (1933) e Grumel (1958), nonché il sito web ufficiale del Patriarcato ecumenico propongono il regno di Josafat I dopo Sofronio I e prima di Marco II, datando l'inizio del regno all'inizio dell'anno 1465 (o luglio 1465) e la sua fine nei primi mesi del 1466. Blanchet (2001) pone l'inizio del regno di Josafat nell'estate del 1464 subito dopo Sofronio.